# Саматта, Мбвана Али
Мбвана Али Саматта (англ. Mbwana Aly Samatta; род. 7 января 1992 года в Дар-эс-Салам) — танзанийский футболист, нападающий клуба ПАОК и национальной сборной Танзании.

## Клубная карьера
Перешёл из академии клуба «Африкан Лайон» в танзанийский клуб «Симба» в 2010 году. Продуктивно провёл сезон в новом клубе и обратил на себя внимание «ТП Мазембе», куда вскоре и ушёл. Со временем стал одним из лидеров конголезского клуба, а также одним из лучших его бомбардиров, внеся весомый вклад в три последних чемпионства «ТП Мазембе». К 2015 году Саматта вырос в звезду континентального масштаба, выиграв вместе со своим клубом Лигу чемпионов КАФ и получив приз африканскому футболисту года среди тех, кто выступает в Африке.

### «Генк»
В январе 2016 года Саматта за 750 тыс. евро перешёл в бельгийский «Генк».
23 августа 2018 года оформил хет-трик в матче против «Брондбю» в раунде плей-офф квалификации Лиги Европы (5:2).
В сезоне 2018/19 чемпионата Бельгии Саматта забил 23 мяча и выиграл вместе с «Генком» чемпионство.

### «Астон Вилла»
20 января 2020 года Саматта подписал 4,5-летний с клубом Английской Премьер-лиги «Астон Вилла». Он стал первым танзанийцем в истории АПЛ. Сумма трансфера составила 8,5 млн. фунтов. Саматта дебютировал за клуб спустя 8 дней в ответном полуфинальном матче кубка Английской лиги против «Лестер Сити» (2:1) и вышел вместе с новым клубом в финал турнира.
1 февраля 2020 года забил свой первый мяч в чемпионате за «Астон Виллу», потерпев поражение от «Борнмута» (2:1). Это сделало его первым игроком из Танзании, который сыграл, а затем забил в Английской Премьер-лиге.

### «Фенербахче»
25 сентября 2020 года танзанийский нападающий присоединился к клубу Турецкой Суперлиги «Фенербахче». Саматта был арендован до конца сезона 2020/21 с правом обязательного выкупа летом 2021 года. Дебютировал 27 сентября в Межконтинентальном дерби (0:0), выйдя на замену на 66' минуте. 3 октября вышел в стартовом составе в матче против «Фатих Карагюмрюка» и оформил дубль (2:1).
1 июля 2021 года перешёл в турецкий клуб на постоянной основе по сделке, стоимостью порядка 6 миллионов евро. В «Фенербахче» Саматта будет выступать под 15 номером.

## Карьера в сборной
За национальную сборную Танзании Мбвана дебютировал 9 февраля 2011 года в матче против сборной Палестины. С тех пор он регулярно вызывается в сборную.
Летом 2019 года на Кубке африканских наций в Египте, Саматта был вызван в состав своей национальной сборной. Во втором матче против Кении он на 40-й минуте забил гол, а его команда уступила 2:3.

## Стиль игры
Саматта — универсальный нападающий. Он отличается высокой скоростью, грамотным выбором позиции, умением держать мяч и бороться за верховые мячи. Слабой его стороной является игра левой ногой.

## Достижения

### Командные
«ТП Мазембе»
- Победитель Лиги чемпионов КАФ: 2015
- Чемпион ДР Конго (3): 2012, 2013, 2014
- Обладатель Суперкубка ДР Конго (2): 2013, 2014

«Генк»
- Чемпион Бельгии: 2018/19

### Личные
- Африканский футболист года (среди выступающих в Африке): 2015